# Gerardo Díaz Vázquez
Gerardo Díaz Vázquez (Angostura, 25 de mayo de 1966) es un eclesiástico católico mexicano. Es el obispo de Colima, desde mayo de 2023. Fue obispo de Tacámbaro, entre 2014 y. 2023.

## Biografía
Gerardo nació el 25 de mayo de 1966, en la localidad de Angostura, del municipio mexicano de San Miguel el Alto. Hijo de J. Socorro Díaz Rocha y Martha Vázquez Valdivia, siendo el cuarto de siete hijos.
Realizó su formación primaria en la Primaria rural J. Guadalupe Victoria y en el Colegio Hidalgo de la delegación de Santa María del Valle. Realizó su formación secundaria y preparatoria en el Seminario Menor de Lagos de Moreno (1978-1984). 
El curso introductorio lo realizó en el Seminario Menor de Ojo de Agua, en Arandas (1984-1985).
Realizó los estudios eclesiásticos en el Seminario Mayor de San Juan de los Lagos (1985- 1991). 
Tras realizar estudios en el Pontificio Instituto Juan Pablo II (2004-2006), obtuvo la licenciatura en Teología del Matrimonio y la Familia.

### Sacerdocio
Fue ordenado diácono el 26 de octubre de 1991. Como diácono trabajó en el parroquia de San Ignacio de Loyola, en San Ignacio Cerro Gordo (1991-1993).
Su ordenación sacerdotal fue el 1 de mayo de 1993, en el Seminario Mayor Diocesano de San Juan de los Lagos; a manos del obispo José Trinidad Sepúlveda.
Como sacerdote desempeñó los siguientes ministerios:
- Vicario parroquial de San Miguel Arcángel en Yahualica de González Gallo (1993-1997).
- Párroco de Santa María de Guadalupe, en Capilla Guadalupe (1997-2004).
- Asesor diocesano de Pastoral Familiar (2002-2004; 2008-2013).
- Prefecto y profesor de Filosofía, en el Seminario Mayor de San Juan de los Lagos (2006-2009).
- Coordinador de la comisión diocesana para la Pastoral Familiar.
- Miembro de la Comisión de Familia de la Provincia eclesiástica de Guadalajara.
- Confesor del Monasterio de Dominicos de San Miguel el Alto (hasta 2014).
- Párroco de María Reina y Madre de los Campesinos, en Tepatitlán de Morelos (2009-2014).
- Decano del Tercer Decanato de Tepatitlán de Morelos (2014).
- Miembro diocesano del Consejo de Pastoral (hasta 2014).
- Director de la Asociación de Ayuda Mutua San Rafael (hasta 2014).

### Episcopado
Obispo de Tacámbaro
El 22 de agosto de 2014, el papa Francisco lo nombró obispo de Tacámbaro. Fue consagrado el 22 de octubre del mismo año, en el Parque Ecológico Cerro Hueco de Tacámbaro de Codallos; a manos del arzobispo Christophe Pierre.
- Suplente del Consejo Permanente de la Provincia de Morelia en la CEM (2018-2021).
- Presidente del Consejo Permanente de la Provincia de Morelia en la CEM (2021-2023).

Obispo de Colima
El 13 de mayo de 2023, el papa Francisco lo nombró obispo de Colima. Tomó posesión canónica el 13 de julio del mismo año, durante una ceremonia en las instalaciones del Casino de la Feria.
- Presidente de la Comisión Episcopal para la Vida, Familia, Juventud, Adolescentes y Laicos en la CEM (2018-2024).[7]